# 上通

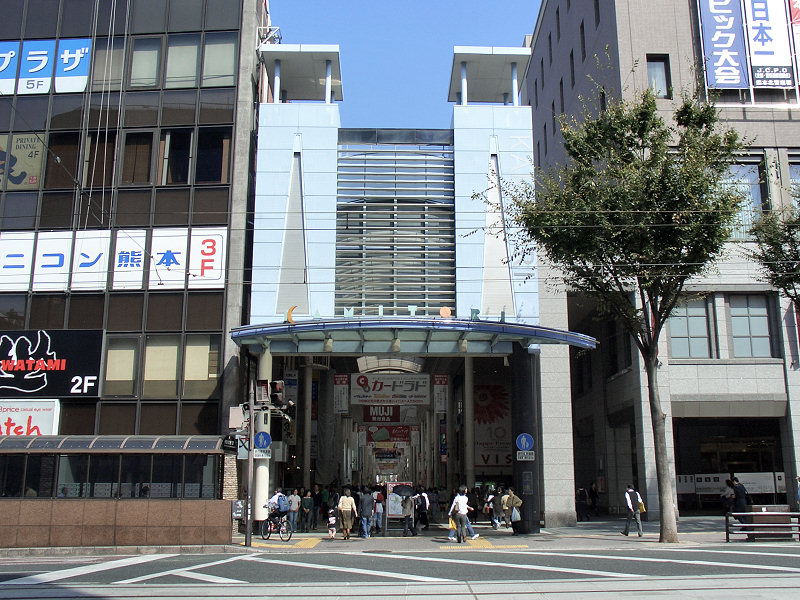
アーケード入口（通町筋側）

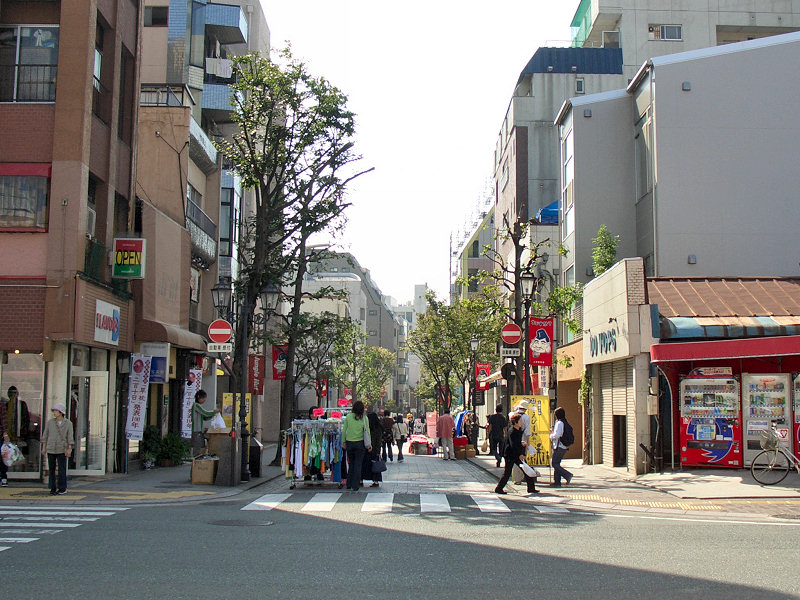
並木坂入口

上通（かみとおり）は、熊本県熊本市中央区の目抜き通りである通町筋の市電停留所付近から見て北へ伸びるアーケードと並木坂で構成される通りである。また、広義では一帯の繁華街を上通と呼称することもある。町名は「上通町」、商店街の名前では「上通」だが、一般には「上通り」とも書き、店舗名などでも用いられる。
アーケードを横切る桜井通り、並行するオークス通り、上乃裏通りなどがある。通町筋を挟んで南側に伸びる下通が市役所・デパート・オフィス街に近く、裏手にも大小の店舗が多く民家が少ないのと異なり、上通の裏手には民家が混在していることも特徴である。
都心部のファッションストリートであり、多くの若者でにぎわっている。近辺には熊本信愛女学院中学校・高等学校・熊本中央高等学校・熊本市立必由館高等学校などがあり、夕方になると下校途中で道草する高校生の姿も多い。日本で初めて広範囲にEdyを導入した電子マネー商店街でもある。

## アーケード街
通町筋側の入口から並木坂までの通りで、住所表示上は全域が上通町に属する。全長約400m、幅約11m。両側に並ぶ建物の3階部分までがアーケード内に面しており、飲食店、衣料品店、書店などの専門店が軒を並べる。大型商業施設はないが、通町筋側の入口脇のびぷれす熊日会館に鶴屋百貨店の一部（New-S館）や熊本市現代美術館が入居している。草葉町通りとの交点より南側は歩行者専用で通りの中央には木製のボードウォークを施している。これより北は車道が中央を通っている。現在のアーケードは3代目で、パリのオルセー美術館を模したもの。初代は1960年代にできたもので熊本県で初のアーケードであった。南から上通り5丁目、同4丁目、同3丁目（住所表示とは異なる）で構成されている。

## 並木坂
アーケード街の北から広町までの通りで上通町・城東町・南坪井町・上林町に属する。正式名称は「上通並木坂」で公募により決定した。一方通行の車道を持つ通りであるが、坪井恵比須神社の祭礼に併せて開催される「上通並木坂えびす祭り」時など、年に数日は歩行者天国となりイベントが開催される。
かつては南から上通2丁目、同1丁目、坪井米屋町と呼ばれた。坪井米屋町と呼ばれた地域は江戸時代から商店が建ち並んでおり、上通でもっとも古い商業地域である。1970年代に歩道部分にのみアーケードが架けられてからはフラワー通り、上通一番街という名称になり、1990年末にアーケードの撤去や街路樹・舗装の整備が行われ上通並木坂となった。
江戸時代までは上林町は上林村と呼ばれ、竹が生い茂る村であった。

## その他の通り

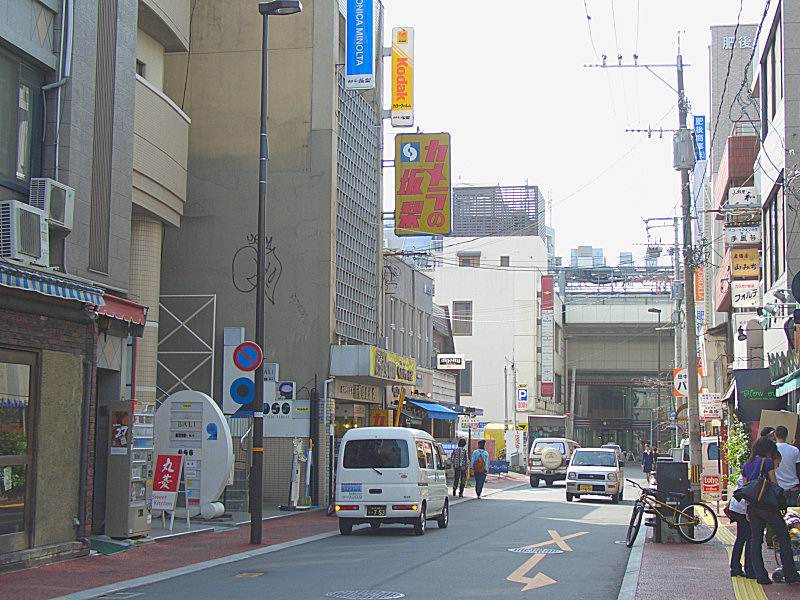
草葉町通り

ここでは、商店街周辺の通りについても述べる。対象地域は、南北は通町筋（熊本県道28号熊本高森線）から広町（熊本県道1号熊本玉名線）まで、東西は国道3号から坪井川までである。この地域の中心を南北に通り抜けているのが、上通アーケード街と上通並木坂である。

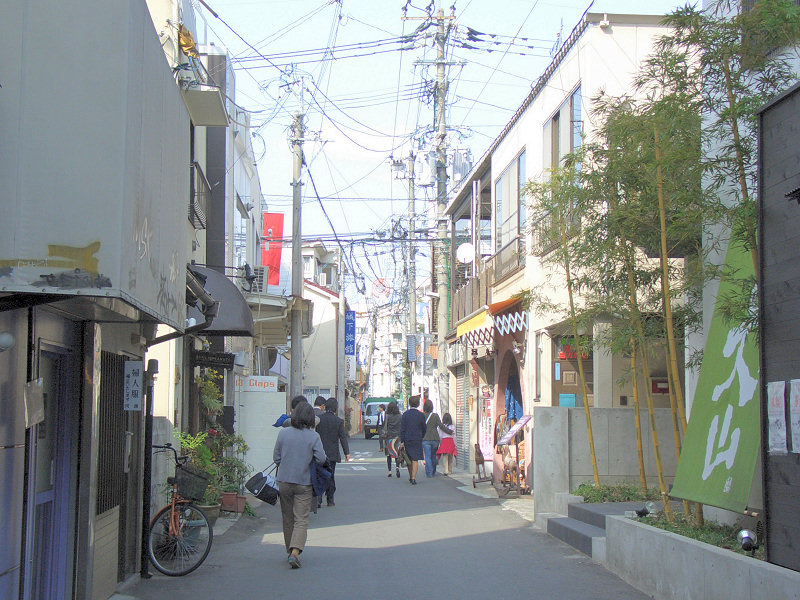
上乃裏通り
上通商店街の東側に並行する、びぷれす熊日会館裏から熊本電鉄藤崎宮前駅へ至る約400mの通りで、若者向け衣料・飲食店が多い。水道町・上通町・草葉町・南坪井町に属する。元々歩道のない狭い文字通りの裏通りで古い住宅や商店が混在していたが、ファッションストリートとして上通並木坂が注目されはじめた頃から安い地代・賃料を求める若い経営者たちの出店が徐々に進んで現在に至る。地元工務店主の協力により元々あった古民家や蔵などの建物をそのまま生かして再生した個性的な店舗が多く、商店街活性化の代表例の一つとして知られている。
オークス通り
アーケード街の西側に位置し、桜井町通りから北へ延びる全長100mの通りで、上通町・城東町に属する。西側は熊本ホテルキャッスルと熊本電気ビル、東側は長崎書店とホテルオークスなどから成る。かつては熊本県立第一高等女学校の運動場の一部で、当時に植えられた楠が今では大木となって残っている。大楠にちなんでオークス通りの名が付けられた。駐車場やホテル、オフィスビルが大半を占め商店街としてはあまり機能していなかった。しかし、北側の並木坂や上乃裏通りに繋がる薮の内通りに、商店が近年多数出店したことや、1階部分に回廊型の貸店舗貸店舗を持ったビルが複数建設されたこともあり、商店の集積が高まっている。
桜井町通り
国道3号の水道町北交差点から熊本ホテルキャッスル南側を通り坪井川へ至る約400mの通りで、水道町・上通町・城東町に属する。桜の井戸が名前の由来である。
草葉町通り
白川公園からアーケード街へ至る約200mの通りで、草葉町・上通町に属する。マンションと商店の混在する地域である。
歩小路
熊本中央警察署前交差点から上通並木坂へ至る約200mの通りで、草葉町・上通町・南坪井町に属する。

## 歴史
- 1632年 - 熊本藩主となった細川忠利が屋敷割を行う。これに伴い大部分は武家屋敷となったが、坪井米屋町は商家街となった。
- 1804年 - 園田屋創業（朝鮮飴を販売する和菓子店）。
- 1877年 - 西南戦争に伴い全焼。これまで武家屋敷だった地域に商店ができはじめる。
- 1911年 - 九州鉄道池田駅（現在のJR九州上熊本駅）から千反畑駅（現在の藤崎宮前駅）菊池軌道（後の熊本電気鉄道）の軽便鉄道が開通（1924年電化、1954年から熊本市交通局の路線（市電坪井線（4系統線）となる）。
- 1924年 - 熊本市電車部（現在の熊本市交通局）が通町筋側に市電幹線開通。
- 1953年 - 熊本大水害（6.26水害）。水害により下通と合わせて商店数157軒の商品在庫、約2億2千万円相当が被害を受けた[1]。
- 1960年 - 上通5丁目アーケード完成
- 1961年 - 上通3丁目、同4丁目アーケード完成
- 1970年 - 市電4系統線（藤崎宮前電停 - 上熊本駅前電停）間を廃止
- 1972年 - 市電1系統線（水道町電停 - 子飼橋電停）間を廃止
- 1973年 - 通町筋地下横断通路完成。
- 1976年 - 上通1丁目、同2丁目アーケード完成。フラワー通りと改称
- 1977年 - 坪井米屋町アーケード完成。上通一番街と改称
- 1978年 - 上通3丁目、同4丁目アーケード架け替え
- 1990年 - 一番街とフラワー通りの整備。上通並木坂と改称
- 1998年 - 上通商店街東側の通りが上乃裏通りと名付けられる。
- 1998年 - 3代目アーケード完成。

## 交通
鉄道
熊本市電（路面電車）の通町筋電停などが利用できるほか、熊本電気鉄道の藤崎宮前駅も利用できる。
路線バス
通町筋バス停や藤崎宮前バス停をはじめとして周辺にはいくつかのバス停があり、熊本都市バス・産交バス・電鉄バス・熊本バスをはじめとする路線バス・高速バス路線が利用できる。また、草葉町通りや上通並木坂を熊本電鉄の藤崎宮環状系統が運行している。

## 参考資料
- 『街は記憶する』：上通商栄会編。上通新書 2004年 ISBN 4-87755-177-8
- 熊本日日新聞データベース